# Großheubach
Großheubach (Grossheubach) là một đô thị thuộc huyện Miltenberg bang Bayern nước Đức